# 金正奎
金正奎（きん しょうけい、1991年10月3日 - ）は、日本出身のラグビーユニオン選手。2025年現在ジャパンラグビーリーグワンに参戦する浦安D-Rocksに所属している。

## プロフィール
- 大阪府出身。
- ポジションはフッカー(HO)。以前はフランカー(FL)としてプレーしていた。
- 身長 177 cm、体重 95 kg
- ニックネームはショウケイ。
- 日本代表キャップは7。（2017年5月現在）
- 7人制日本代表に選ばれたことがある。
- U20日本代表に選ばれた[1]。

## 略歴
中学からラグビーを始めた。
常翔啓光学園高校時代に花園で1回優勝を経験し、高校日本代表では主将を務めた。
2010年、常翔啓光学園高校卒業後、早稲田大学に入る。
2013年、早稲田大学ラグビー蹴球部の副将に就任した。
2014年、早稲田大学卒業後、NTTコミュニケーションズシャイニングアークスに加入。同年10月12日に行われたジャパンラグビートップリーグ第6節のヤマハ発動機ジュビロ戦に途中出場で公式戦初出場を果たした。
2016年、NTTコミュニケーションズシャイニングアークスの主将に就任し、また同年5月7日に行われた2016年アジアラグビーチャンピオンシップ第2戦香港戦で先発出場で日本代表初キャップを獲得した。さらに同年6月にはサンウルブズに追加招集された。
2022年7月、NTT再編に伴う新チーム浦安D-Rocks選手スコッドに選ばれた。

## 受賞歴
- 2015-16ベストフィフティーン